# Audun-le-Tiche
Audun-le-Tiche là một xã trong vùng Grand Est, thuộc tỉnh Moselle, quận Thionville-Ouest, tổng Fontoy. Tọa độ địa lý của xã là 49° 28' vĩ độ bắc, 05° 57' kinh độ đông. Audun-le-Tiche nằm trên độ cao trung bình là 350 mét trên mực nước biển, có điểm thấp nhất là 294 mét và điểm cao nhất là 452 mét. Xã có diện tích 15,43 km², dân số vào thời điểm 1999 là 5757 người; mật độ dân số là 373 người/km².

## Thông tin nhân khẩu
| 1962  | 1968  | 1975  | 1982  | 1990  | 1999  |
| ----- | ----- | ----- | ----- | ----- | ----- |
| 6 874 | 7 698 | 6 831 | 6 391 | 5 959 | 5 757 |